# З життя земського лікаря
«З життя земського лікаря» (рос. «Из жизни земского врача») — радянський телефільм 1984 року, знятий режисером Львом Цуцульковським на студії «Лентелефільм».

## Сюжет
Телефільм за мотивами оповідань Антона Чехова. Розповідь про кілька днів земського лікаря та його роботу у сільській лікарні. Потрібно вислухати всіх і заспокоїти, бо, як писав Чехов, «посада лікаря — не лише лікувати рани, а й лікувати душу».

## У ролях
- Валерій Івченко — Григорій Іванович
- Микита Єришев — Пашка Галактіонов
- В'ячеслав Захаров — Богін, чоловік хворої дружини
- Євген Меркур'єв — фельдшер
- Анжеліка Неволіна — дівчина
- Віра Карпова — бабуся дівчини
- Марія Кедрова — мати дівчини
- Тетяна Захарова — мати Пашки
- Т. Купріянова — Надія Йосипівна, медсестра
- Галина Сабурова — сестра милосердя
- В. Коваленко — епізод

## Знімальна група
- Режисер — Лев Цуцульковський
- Сценарист — Роза Копилова
- Оператор — Валерій Смирнов
- Художник — Володимир Лебедєв